# 保恩王
保恩王，中国古代封爵之一。

## 元朝
封地不详，为金印螭纽王。
- 玉龙帖木儿，延祐三年（1316年）封，后进封恩王。